# Risug
Le  RISUG  (Reversible Inhibition of Sperm Under Guidance), anciennement dénommé SMA,  est le nom de développement d'un contraceptif masculin développé à l'Institut indien de technologie de Kharagpur en Inde par le Dr Sujoy K. Guha.
Il est actuellement en phase III des essais cliniques[réf. nécessaire] (visant à établir l'efficacité et la tolérance du contraceptif masculin).
Ce dernier a été breveté en Inde, en Chine, au Bangladesh, aux États-Unis et au Canada.

## Mécanismes de fonctionnement
Le RISUG fonctionne via une injection dans le canal déférent, dans lequel passent et sont stockés les spermatozoïdes avant l'éjaculation.[réf. nécessaire]
En quelques minutes, l'injection recouvre les parois du canal déférent d'un gel clair composé de 60 mg de copolymère styrène-anhydride maléique (SMA) et de 120 µL de solvant diméthylsulfoxyde.[réf. nécessaire]
Le copolymère est produit par irradiation des deux monomères, la dose allant de 0,2 à 0,24 mégarad pour 40 g de copolymère, le débit étant de 30 à 40 rad/s. La source d'irradiation sont les rayons gamma du cobalt 60.[réf. nécessaire]
L'effet chimique sur le sperme n'est pas encore complètement élucidé – à l'origine on pensait que le pH était suffisamment abaissé dans l'environnement pour tuer les spermatozoïdes, mais de récentes recherches montrent que cette seule action est insuffisante pour tout expliquer.[réf. nécessaire]
L'explication proviendrait de la présence du polymère anhydride, provoquant une hydrolyse en présence d'eau dans le liquide spermatique. En raison de la rupture d'un groupe cyclique, le polymère deviendrait un hydrure, prenant alors une charge positive.[réf. nécessaire]
Cela perturberait la charge négative de la membrane des spermatozoïdes, les rendant incapables de se déplacer et de féconder un ovule.
On pense que la surface du polymère est constituée d'une mosaïque de charges électriques positives et négatives.
Le différentiel de charge induit par le gel provoquerait la rupture de la membrane cellulaire des spermatozoïdes passant par le canal déférent, avant même que ceux-ci ne puissent commencer leur voyage vers l'ovule.[réf. nécessaire]
« Le produit induit dans l'heure une charge électrique qui annule la charge électrique de tous les spermatozoïdes, les empêchant alors de se déplacer, et même de pénétrer dans l'ovule », selon le docteur Guha.[réf. nécessaire]

## Avantages
Selon le Dr Guha, les avantages de cette substance sont :
- l'efficacité - Il y a seulement eu une grossesse non planifiée chez les partenaires des 250 hommes qui ont reçu le RISUG – la cause étant due à une injection mal administrée. Point important, 15 de ces hommes avaient reçu l'injection depuis plus de 10 ans, ce qui en prouverait l'efficacité à long terme ;[réf. nécessaire]
- le confort - Il n'y a aucune interruption dans la pratique de l'acte sexuel ; [réf. nécessaire]
- non-invasif - Le processus, une fois qu'il sera affiné et approuvé, devrait être mis en œuvre sans opération. Les hommes pourront quitter l'hôpital immédiatement après l'injection et reprendre une vie sexuelle normale la semaine d'après ;
- durée des effets - Selon Guha, une injection de 60 mg peut être effective pour une durée minimale de 10 ans ; [réf. nécessaire]
- des effets secondaires réduits - Après avoir testé le RISUG sur plus de 250 bénévoles, ni Guha, ni d'autres chercheurs dans ce domaine n'ont remarqué d'effets secondaires, si ce n'est, pour certaines personnes, un léger gonflement à la suite de l'injection, disparaissant après quelques semaines ; [réf. nécessaire]
- réversible - L'action contraceptive semble pouvoir être réversible en rinçant le canal déférent, grâce à l'injection d'une autre solution, soit de diméthylsulfoxyde, soit de bicarbonate de soude, bien que cette procédure d’inversion n'ait été testée que sur des primates, et ce avec succès. Contrairement à la vasectomie, le canal déférent n'est pas complètement bloqué, le corps n'a pas à absorber les spermatozoïdes bloqués, et les anticorps ne sont pas produits en grand nombre. [réf. nécessaire]

## Limites
Le RISUG a été soumis a des tests au sein des laboratoires américains, et a été approuvé comme n'étant pas mutagène en juillet 2005. Avec cette approbation, le chemin à la poursuite des essais de phase III, en Inde, était donc devenu évident. [réf. nécessaire]
Une fois cette forme de contraception libérée sur le marché, elle pourrait être une alternative à la vasectomie, la contraception masculine thermique, la contraception masculine hormonale, ou encore à l'utilisation du préservatif comme méthode de contraception masculine.
Contrairement à cette dernière méthode néanmoins, le RISUG n'offre aucune protection contre la propagation des maladies sexuellement transmissibles, une étude est cependant en cours pour tester l'efficacité du RISUG comme un agent anti-VIH, en raison d'une hypothèse selon laquelle l'acide maléique abaisserait le pH à un niveau suffisant pour détruire le VIH dans le sperme, réduisant drastiquement les possibilités de contaminer les partenaires sexuels.

### Liste des essais cliniques
- NCBI : 1993 Guha Phase I clinical trial of an injectable contraceptive for the male
- NCBI : 1997 Guha Phase II clinical trial of a vas deferens injectable contraceptive for the male
- NCBI : 2014 Lohyia RISUG: An intravasal injectable male contraceptive
- NCBI : 2017 Ansari Safety evaluation through genotoxicity and apoptotic markers following RISUG® induced contraception and its reversal in male rabbits
- NCBI : 2018 Ansari Toxicity and Mutagenicity Evaluation Following RISUG Contraception Reversal in Rats
- NCBI : 2019 Sharma Phase III Safety & efficacy of an intravasal, one-time injectable & non-hormonal male contraceptive (RISUG): A clinical experience